# Mother, Am I Good Looking?
Mother, Am I Good Looking? är ett musikalbum av det svenska bandet Laakso, det släpptes den 18 april 2007. Det är Laaksos tredje album. Mother Am I Good Looking? är det Laakso-album som fått mest uppmärksamhet i pressen och det fick flera mycket positiva recensioner. Den låten som fick mest speltid på radio var Italy vs Helsinki som var ett samarbete mellan Laakso och Peter Jöback. Italy vs Helsinki släpptes 25 april 2007 som en singel.
10 september 2007 släpptes EP:n Västerbron & Vampires med låten Västerbron som först dök upp på Mother Am I Good Looking?.

## Låtlista
1. Worst Case Scenario
2. Dropout
3. Hang Me in the Christmas Tree
4. Italy vs Helsinki (feat Peter Jöback)
5. I Can't Stop
6. The Death of Us
7. Dancing Queen
8. Västerbron
9. Stay Tuned to My Love
10. Norrköping
11. No One Is Completely Faithful

## Singlar
- Helsinki vs. Italy (feat. Peter Jöback)

1. Helsinki Vs. Italy (feat. Peter Jöback)

- Drop Out (Släpptes inte att köpa i skivaffärer, bara på nätet)

1. Drop Out